# شرق‌شناسی (کتاب)
شرق‌شناسی (به انگلیسی: Orientalism، تلفظ: اُریِنتالیزِم) یک کتاب به قلم ادوارد سعید است که در سال ۱۹۷۸ میلادی منتشر شد. مؤلف اصطلاح «اُریِنتالیزِم» را به مثابهٔ یک مفهوم انتقادی از تصویرسازی‌های اهانت‌آمیز غرب نسبت به اُریِنت (Orient) به کار برده‌است. اُریِنت شامل جوامع و مردمان ساکن آسیا و شمال آفریقا (به ویژه خاورمیانه) می‌شود و از این نظر مفهومی متفاوت با شرق جغرافیایی (The East) می‌باشد. سعید استدلال می‌کند که اُریِنتالیزِم به‌طور جدایی‌ناپذیری به جوامع امپریالیست وابسته است و اصلاً آنها اُریِنتالیزِم را به وجود آورده‌اند، که باعث می‌شود بسیاری از کارهای اُریِنتالیست‌ها سیاسی و در خدمت قدرت باشد.
کتاب شرق‌شناسی، از طریق به کارگیریِ انتقادی پساساختارگرایی، باعث پیشرفت در شیوه‌های تحلیل متون، نقد فرهنگ و مطالعات خاورمیانه شد؛ به ویژه در این مورد که چه طور دانشگاهیان به بررسی و توصیف خاورمیانه در تحقیقاتشان بپردازند. به علاوه، با بررسی آثاری که سعید بعد از شرق‌شناسی منتشر کرد، می‌بینیم که کتاب اُریِنتالیزِم به مثابهٔ یک متن بنیادین در مطالعات پسااستعمارگرایی عمل می‌کند.
پس از انتشار کتاب، ادوارد سعید وارد بحث و جدل با مورخین و محققین مطالعات منطقه‌ای شد؛ به ویژه برنارد لوئیس که اُریِنتالیزِم سعید را یک تزِ غرب ستیزانه می‌دانست. در ویراست‌های بعدی، سعید با افزودن یک پس‌گفتار (۱۹۹۵) و یک پیش‌گفتار (۲۰۰۳) به کتاب، به این بحث‌ها پرداخت.

## معرفی مختصر کتاب
در این پژوهش، در سه فصل سیر تحولات مقوله شرق‌شناسی، تاریخچه آن، شرق‌شناسان برجسته، جریان شرق‌شناسی در برخی کشورها و وضعیت کنونی آن بررسی و تشریح شده‌است. در فصل اول با عنوان «دامنه شرق‌شناسی»، اطلاعات کلی دربارهٔ زوایای مختلف موضوع اعم از تجربیات تاریخی و دیدگاه‌های فلسفی و سیاسی به دست می‌دهد. در فصل دوم که «ساختارها و تجدید ساختارهای شرق‌شناسانه» عنوان گرفته، پژوهنده بر آن است تحولاتِ شرق‌شناسیِ نوین را از طریق یک توصیف زمانی و تاریخی وسیع و نیز توصیف یک رشته ابزار مشترکی که در آثار شاعران، هنرمندان و محققان مهم این رشته وجود دارد، پی‌گیری نماید. در فصل سوم با عنوان «شرق‌شناسی معاصر» نفوذ و توسعه عظیم دامنه استعمار در مشرق زمین که اوج آن جنگ جهانی دوم است بررسی و تشریح می‌شود. آخرین قسمت از فصل سوم به روند جایگزینی سلطه آمریکا و حذف سلطه انگلیس و فرانسه اختصاص دارد که در آن یک طرح کلی از واقعیات فکری و اجتماعی شرق‌شناسی معاصر در ایالات متحده آمریکا به دست می‌دهد. صفحات پایانی به یادداشت‌های مؤلف اختصاص دارد.

## شرق‌شناسی از دیدگاه ادوارد سعید
سعید معتقد است که بازنمایی جوامع غربی از شرق، نه بر واقعیت، بلکه بر برداشت‌های ذهنی و آنچه که در کتاب‌های غربی نوشته‌شده و در رسانه‌های منعکس است، استوار است. نگرش او از شرق‌شناسی، بازیافت رابطه‌ای نوین بین شرق و غرب است. شرق‌شناسی غربی‌ها (که در کتاب سعید انگلیسی‌ها، فرانسوی‌ها و آمریکایی‌ها را شامل می‌شود)، مبتنی بر قدرت و سلطه سیاسی و عقیدتی غرب بر شرق است که نوعی اراده معطوف به قدرت نیچه ای است.
شرق‌شناسی از دیدگاه ادوارد سعید سه گفتمان اساسی دارد:
1. شرق‌شناسی
2. پسا شرق‌شناسی (ضد شرق‌شناسی)
3. شرق‌شناسی وارونه[۲]

سعید معتقد است شرق‌شناسی در تبیین خود این گونه عمل می‌کند:
1. بین شرق و غرب تفاوت عمیق و مطلقی برقرار است.
2. شرق، عنصری بدون تغییر و راکد است و در نتیجه، قادر به تعریف هویت خود نیست.
3. شرق مطیع و منقاد و فرمان‌بردار است.[۳]

به عقیده سعید، سخن گفتن از شرق‌شناسی در درجه نخست در حکم سخن گفتن از پهنه فرهنگی گسترده‌ای است که توسط فرانسه و انگلیس در شرق صورت گرفته‌است. به اعتقاد او، شرق‌شناسی به گونه‌ای کاملاً مداوم برای استراتژی خود نیازمند برتری انعطاف‌پذیر موضعی بود که غرب در رشته کاملی از روابط امکان‌پذیر با شرق قرار داده بود بی آنکه هیچگاه موضع برتر خود را سلب کند. با همه اینها اما سعید شرق‌شناسی را صرفاً یک موضوع سیاسی هم نمی‌داند که به نحوی غیرفعال در فرهنگ‌ها و پژوهش‌ها متجلی شده و صرفاً نمادی از یک توطئه امپریالیسنی غربی برای حقیر نگاه داشتن جهان شرق باشد. او شرق‌شناسی را به عنوان یک تبادلِ دارای جنبش و تحرک مورد مطالعه قرار داده‌است. جنبشی که یک طرف آن نویسندگان منفرد علاقه‌مند هستند و طرف دیگر هم نهادها و علایق سیاسی ذی‌نفع که سه امپراطوری بزرگ بریتانیا، فرانسه و آمریکا پدیدآورده‌اند.

## ترجمه‌های فارسی

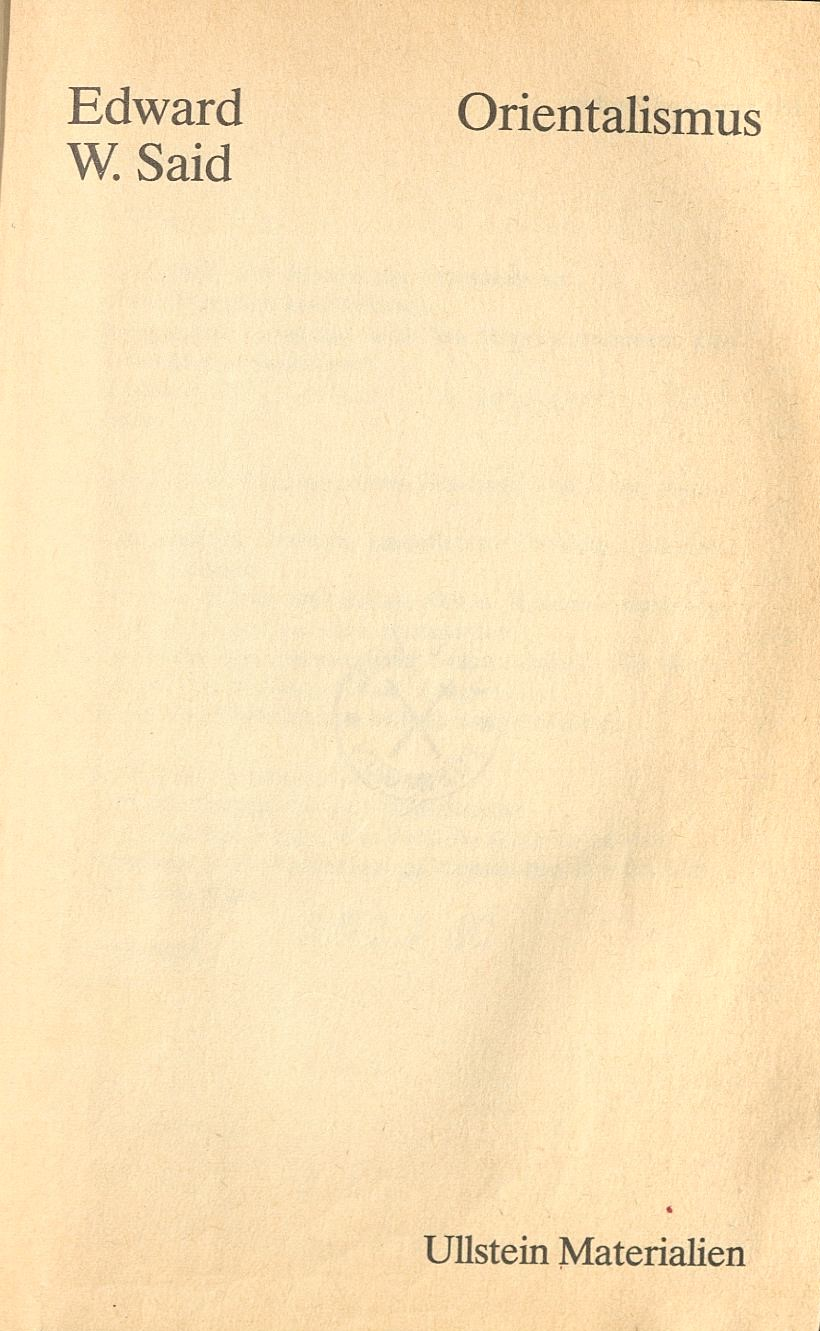
ادوارد دبلیو. سعید، «شرق‌شناسی». ترجمه: لیلیانه وایسبرگ. فرانکفورت آم ماین: اولشتاین، ۱۹۸۱

نخستین بار در سال ۱۳۶۱، دکتر اصغر عسکری خانقاه و دکتر حامد فولادوند، منتخبی از این کتاب را در ۱۰۴ صفحه ترجمه کردند و مؤسسه مطالعاتی عطایی آن را به چاپ رساند. این ترجمه دیگر هرگز چاپ نشد.
اما نخستین ترجمهٔ کامل این اثر به فارسی، توسط عبدالرحیم گواهی انجام شد و دفتر نشر فرهنگ اسلامی در ۱۳۷۱ خورشیدی (حدود ۱۵ سال پس از انتشار نسخه اصلی کتاب به زبان انگلیسی) آن را منتشر کرد. شمار صفحات در این ترجمه، ۶۲۱ + ۶ صفحه در قطع وزیری می‌باشد. این کتاب در سال‌های ۱۳۷۷، ۱۳۸۲، ۱۳۸۳، ۱۳۸۶، ۱۳۸۹ و ۱۳۹۵ (برای بار هفتم) تجدید چاپ شد. چاپ اول این کتاب، در تیراژ ۵۰۰۰ نسخه و چاپ‌های بعدی در تیراژ ۱۰۰۰ نسخه عرضه شده‌است.
لطفعلی خنجی، دومین فردی بوده که اقدام به ترجمه فارسی کتاب شرق‌شناسی کرده‌است. این ترجمه توسط انتشارات امیرکبیر در ۱۳۸۶ خورشیدی در ۵۳۶ صفحه چاپ شد و در سال‌های ۱۳۹۰، ۱۳۹۴، ۱۳۹۸ (دو بار) و ۱۴۰۲ تجدید چاپ شد و اکنون به چاپ ششم رسیده‌است.
جدیدترین ترجمهٔ کتاب شرق‌شناسی، توسط محمد غلامی صورت گرفته که در کتابی با ۶۰۸ صفحه در قطع رقعی توسط انتشارات علم در سال ۱۴۰۲ خورشیدی منتشر شده‌است.